# Netrocerocora quadrangula
Netrocerocora quadrangula is een vlinder uit de familie uilen (Noctuidae). De wetenschappelijke naam is voor het eerst geldig gepubliceerd in 1844 door Eversmann.
De soort komt voor in Europa.